# Петуховская церковь
Церковь Рождества Пресвятой Богородицы (Петуховская церковь) — утраченный старообрядческий православный храм в городе Новозыбкове Брянской области. Относился к Белокриницкому согласию. Располагался на Тростанской улице (сейчас Первомайской). На его месте находится родильный дом.
В Новозыбкове существует другой храм Рождества Пресвятой Богородицы, который находится в бывшем селе Людково.

## История
Строительство церкви стало возможным в связи с изданием царского Указа от 17 апреля 1905 года «Об укреплении начал веротерпимости», даровавшим старообрядцам свободу вероисповедания. 9 октября 1907 года «новозыбковская старообрядческая община при храме Рождества Пресвятыя Богородицы» была зарегистрирована Черниговским губернским правлением. Новозыбковская городская дума бесплатно выделила древесину на постройку храма.
Строительные работы продолжались полтора года и были окончательно завершены в 1913 году. Всего на строительство было потрачено 20 260 рублей и 38 копеек. Большую часть этих средств пожертвовал купец Василий Ефимович Петухов, в честь которого церковь была прозвана Петуховской. Освящение храма совершил архиепископ Московский Иоанн 21 октября 1912 года. Первым священником был о. Павел Глухов, старостой общины В. Е. Петухов.
Закрыта советскими властями. Сгорела в 1938 году.

## Комментарии
1. 1 2 3  По старому стилю
2. ↑  Существуют противоречивые сведения о годе пожара